# Gastón Soffriti
Gastón Nicolás Soffritti, né le 13 décembre 1991 à Buenos Aires, Argentine, est un acteur argentin. Il est principalement connu pour son rôle de Mathias dans Patito Feo.

## Carrière
À seulement 9 ans, Gastón débute comme acteur dans la série télévisée Yago Pasión Brun, une production de Telefe, dans le personnage de Mateo Sirenio.
Gastón participe ensuite aux productions réalisées par Cris Morena, la plus grande productrice de contenus pour le jeune public en Argentine, reconnue internationalement pour ses productions Chiquititas, Jugate Conmigo, Rebelde Way et Floricienta. Avec le personnage de Jaudín (Guillermo Budin), Gastón participé en 2003 à Rincón de luz, une sorte de suite de Chiquititas, avec dans le rôle principal l'acteur Guido Kaczca. Puis il enchaîne avec des participations dans la première et la deuxième saison de Floricienta (personnage de Santiago, dit « Tiago »).
Il est ensuite engagé par le producteur de télévision Marcelo Tinelli pour la série Patito Feo (De tout mon cœur), dans lequel il joue le rôle de Matias Beltran au côté de Laura Esquivel et Brenda Asnicar.

## Filmographie
- 2003 : Rincón de luz : Guillermo
- 2004-2005 : Floricienta : Thiago
- 2005 : Chiquititas 2006 : Pulgas
- 2007-2008 : De tout mon cœur : Mathias Beltran
- 2010 : Un paradiso per due : Cesare
- 2010 : Sueña conmigo : Ivàn Quinteros
- 2011 : Historia de la primera vez
- 2012 : Graduados: Martín Catáneo
- 2013 :  Los Vecinos en Guerra : Lucas
- 2014 : Noche y día : Benjamín
- 2016 : Por Amarte Así : Manuel Correa
- 2018 : Simona : Romeo Guerrico

## Théâtre
- 2004 : Rincón de luz
- 2006 : Chiquititas 2006
- 2007 - 2008 : Patito Feo: La historia más linda en el Teatro
- 2009 : Patito Feo: El Show más lindo
- Depuis 2019 : Gente Feliz

## Participations musicales
Parallèlement à sa carrière d'acteur, Gastón Soffritti a prêté sa voix à quelques chansons faisant partie des albums qui ont été lancés pour les séries auxquelles il a participé, comme dans Ricón de Luz, l'album de la série du même nom, sorti en 2003, où Gastón chante avec les autres membres de la distribution. Il a aussi collaboré au disque Chiquititas 24 Heures, issu de la version 2006 de Chiquititas. La chanson intitulée Nadie Màs est l'unique enregistrement de Gastón en solo. Cette chanson fait partie de la version théâtrale de Patito Feo, et n'est pas incluse dans aucun des deux premiers albums de la série, puisqu'elle a été spécialement créée pour le théâtre, mais figure dans le DVD du show.